# The Prince William Invitational

La Prince William Invitational est une partie de démonstration du jeu Diplomatie jouée en 1974 par correspondance. Elle a opposé Edi Birsan (Autriche), Don Lowry (Angleterre), Jeff Power (France), Len Lakofka (Allemagne), Bob Ward (Italie), Arnold Vagts (Russie) et Allan B. Calhamer (Turquie). La partie se termine par une nulle (draw) entre la France, l'Allemagne et la Russie. Elle a été publiée en 1974 dans des fanzines consacrés à Diplomatie, elle est republiée en français dans le livret de règles de l'édition Descartes de 1994.

Déroulement de la partie.

## Partie
| Phase          | Autriche                                  | Angleterre                                  | France                              | Allemagne                                 | Italie                                      | Russie                                            | Turquie                             | Carte résultante |
| -------------- | ----------------------------------------- | ------------------------------------------- | ----------------------------------- | ----------------------------------------- | ------------------------------------------- | ------------------------------------------------- | ----------------------------------- | ---------------- |
| Printemps 1901 | F Tri - Alb A Bud - Ser A Vie - Gal       | F Edi - Nwg A Lvp - Yor F Lon - Nth         | F Bre - Mao A Par - Pic A Mar - Spa | F Kie - Hol A Ber - Kie A Mun - Tyr       | A Ven - Tri A Rom - Ven F Nap - Ion         | F StPsc - Bot A War - Gal A Mos - Ukr F Sev - Bla | A Con - Bul A Ank - Bla A Smy - Arm |                  |
| Été 1901       | –                                         | –                                           | –                                   | –                                         | –                                           | –                                                 | –                                   |                  |
| Automne 1901   | A Vie - Tri A Ser S Vie - Tri F Alb - Gre | F Nwg - Bar A Yor - Nwy F Nth C A Yor - Nwy | F Mao - Iri A Pic - Bel A Spa - Por | A Kie - Den F Hol S A Pic-Bel A Tyr - Vie | F Ion - Gre A Tri S Tyr - Vie A Ven S A Tri | F Bot - Swe A War - Gal A Ukr - Rum F Sev - Bla   | A Bul - Rum F Ank - Bla A Arm - Sev |                  |
| Hiver 1901     | A Vie - Boh                               | –                                           | –                                   | –                                         | –                                           | –                                                 | –                                   |                  |
| Centres        | Bud, Ser, Tri, Vie                        | Edi, Lvp, Lon, Nwy                          | Bre, Mar, Par, Por, Bel             | Ber, Kie, Mun, Den, Hol, Vie              | Rom, Nap, Ven, Tri                          | Mos, Sev, StP, War, Swe                           | Ank, Con, Smy, Bul                  |                  |
| Ajustements    | F Alb                                     | F Lvp                                       | F Bre F Mar                         | F Kie A Mun A Ber                         | F Nap                                       | A Mos                                             | F Con                               |                  |

| Phase          | Autriche                | Angleterre                                              | France                                                    | Allemagne                                                                           | Italie                                                    | Russie                                                              | Turquie                                                       | Carte résultante |
| -------------- | ----------------------- | ------------------------------------------------------- | --------------------------------------------------------- | ----------------------------------------------------------------------------------- | --------------------------------------------------------- | ------------------------------------------------------------------- | ------------------------------------------------------------- | ---------------- |
| Printemps 1902 | A Boh - Sil A Ser - Tri | F Lvp - Iri F Nth - Eng A Nwy - Swe F Bar - StPnc       | F Iri - Wal F Bre - Eng A Bel H A Por H F Mar - Spasc     | A Den H F Kie - Hel F Hol S F Kie - Hel A Ber - Sil A Mun - Boh A Vie S Mun - Boh   | A Tri S A Gal - Bud A Ven S A Tri F Ion - Gre F Nap - Ion | F Swe - Nwy A Mos - StP A Ukr - Rum A Gal S A Ukr - Rum F Sev - Bla | A Bul - Gre F Con - Aeg F Ank - Bla A Arm - Smy               |                  |
| Été 1902       | A Boh - Tyr             | –                                                       | –                                                         | –                                                                                   | –                                                         | –                                                                   | –                                                             |                  |
| Automne 1902   | A Tyr - Vie A Ser - Bud | A Nwy - StP F Bar S A Nwy - Stp F Nth - Nwy F Iri - Lvp | F Wal - Lon F Bre - Eng A Bel H F Spasc - Mao A Por - Spa | F Hol - Nth F Hel S F Hol - Nth A Den S F Swe H A Ber - Mun A Vie - Bud A Boh - Vie | A Tri S A Gal - Bud A Ven S A Tri F Nap - Apu F Ion - Tun | F Swe - Nwy A Mos - StP A Gal - Bud A Rum S A Gal - Bud F Sev - Bla | A Smy - Gre F Aeg C Smy - Gre A Bul S A Smy - Gre F Ank - Bla |                  |
| Hiver 1902     | –                       | F Nth - Ska                                             | –                                                         | –                                                                                   | –                                                         | –                                                                   | –                                                             |                  |
| Centres        | Ser, Bud                | Edi, Lvp, Nwy, StP, Lon                                 | Bre, Mar, Par, Bel, Por, Spa, Lon                         | Ber, Kie, Mun, Den, Hol, Vie                                                        | Rom, Nap, Ven, Tri, Tun                                   | Mos, Sev, War, Swe, Rum, Bud, StP                                   | Ank, Con, Smy, Bul, Gre                                       |                  |
| Ajustements    | A Ser                   | –                                                       | F Bre F Mar                                               | –                                                                                   | F Nap                                                     | A War                                                               | F Smy                                                         |                  |

| Phase          | Autriche    | Angleterre                                                      | France                                                                                | Allemagne                                                                                         | Italie                                                                | Russie                                                                                        | Turquie                                                                             | Carte résultante |
| -------------- | ----------- | --------------------------------------------------------------- | ------------------------------------------------------------------------------------- | ------------------------------------------------------------------------------------------------- | --------------------------------------------------------------------- | --------------------------------------------------------------------------------------------- | ----------------------------------------------------------------------------------- | ---------------- |
| Printemps 1903 | A Tyr - Mun | F Lvp - Cly F Ska - Swe F Bar - Nwg A StP - Lvn                 | F Eng - Iri F Lon - Wal F Mao - Wes F Bre - Mao A Bel - Bur F Mar - Pie A Spa - Mar   | A Den - Edi F Nth C A Den - Edi F Hel - Den A Boh - Tyr A Mun S A Boh - Tyr A Vie S A Boh - Mun   | F Nap - Ion F Tun - S F Nap - Ion A Tri - Ser A Ven - Tri F Apu - Ven | F Swe - Nwy A War - Lvn A Mos S A War - Lvn A Bud - Ser A Rum S A Bud - Ser F Sev - Bla       | A Gre - Ser A Bul S A Gre - Ser F Aeg - Gre F Ank - Bla F Smy - Eas                 |                  |
| Été 1903       | A Tyr       | –                                                               | –                                                                                     | –                                                                                                 | –                                                                     | –                                                                                             | –                                                                                   |                  |
| Automne 1903   | –           | F Cly - Lvp A StP - Nwy F Nwg S A StP - Nwy F Swe S A StP - Nwy | F Mao - Naf F Wal - Lvp F Iri S Wal - Lvp A Bur H F Pie - Tus A Mar - Pie F Wes - Tys | A Edi S F Wal - Lvp F Nth S A Edi F Den S F Nwy - Swe A Tyr - Tri A Vie S A Tyr - Tri A Mun - Tyr | A Tri - Ser A Ven - Tri A Apu - Ven F Tun H F Ion - Gre               | F Nwy - Swe A Lvn - StP A Mos S A Lvn - StP A Bud S A Tyr - Tri A Rum S Tri - Ser F Sev - Bla | F Ank - Bla A Bul S A Tri - Ser A Gre S A Tri - Ser F Eas - Ion F Aeg S F Eas - Ion |                  |
| Hiver 1903     | –           | F Swe - Bal                                                     | –                                                                                     | –                                                                                                 | F Ion - Nap                                                           | –                                                                                             | –                                                                                   |                  |
| Centres        | Ser         | Nwy, Edi, Lvp, StP                                              | Bre, Mar, Par, Bel, Por, Spa, Lon, Lvp                                                | Ber, Kie, Mun, Hol, Den, Vie, Edi, Tri                                                            | Rom, Nap, Ven, Tun, Ser, Tri                                          | Mos, Sev, War, Bud, Rum, Swe, StP                                                             | Ank, Con, Smy, Bul, Gre                                                             |                  |
| Ajustements    | Élimination | F Cly F Nwg A Nwy                                               | F Mar                                                                                 | A Mun F Kie                                                                                       | –                                                                     | A War                                                                                         | –                                                                                   |                  |

| Phase          | Autriche | Angleterre  | France | Allemagne | Italie                                                            | Russie                                                                                          | Turquie                                                               | Carte résultante |
| -------------- | -------- | ----------- | --- | --- | ----------------------------------------------------------------- | ----------------------------------------------------------------------------------------------- | --------------------------------------------------------------------- | ---------------- |
| Printemps 1904 | Éliminée | F Bal - Ber | F Lvp - Cly F Iri - Mao F Naf - Tun A Bur H F Mar - Lyo A Pie S A Tyr - Ven F Tys - Rom F Tus S F Tys - Rom     | A Edi - Hol F Nth C A Edi - Hol F Den H F Kie - Ber A Tyr - Ven A Tri S A Tyr - Ven A Mun - Tyr A Vie S A Tri   | A Ven - Rom F Nap S A Ven - Rom F Apu - Ven A Ser S A Bud F Tun H | A StP - Nwy F Swe S A StP - Nwy A War - Gal A Bud S A Rum A Rum S A Ser F Sev - Bla A Mos - Sev | F Ank - Bla A Gre - Ser A Bul S A Gre - Ser F Ion S F Tun F Aeg - Gre |                  |
| Été 1904       | Éliminée | –           | – | – | A Ven                                                             | –                                                                                               | –                                                                     |                  |
| Automne 1904   | Éliminée | F Bal - Kie | F Cly - Nwg A Bur - Bel F Mao - Wes F Naf S A Mao - Wes A Pie - Ven F Tys - Rom F Tus S F Tys - Rom F Lyo - Tys | F Kie - Ber A Hol - Kie F Den H F Nth - Bel A Tri S A Bud - Ser A Vie S A Tri A Tyr S A Vie A Ven S F Nap - Rom | F Tun H F Nap - Rom F Apu - Nap A Ser S A Bud                     | A Nwy H F Swe H A Bud - Ser A Gal S A Rum A Rum S A Ser - Bul A Mos - Ukr F Sev - Arm           | F Ion S F Tun A Gre - Alb F Aeg - Gre A Bul H F Ank - Con             |                  |
| Hiver 1904     | Éliminée | –           | – | – | A Ser                                                             | –                                                                                               | –                                                                     |                  |
| Centres        | Éliminée | Nwy         | Bre, Mar, Par, Bel, Por, Spa, Lvp, Lon, Rom                                                                     | Ber, Kie, Mun, Hol, Den, Edi, Tri, Vie, Ven                                                                     | Nap, Tun, Rom, Ser, Ven                                           | Mos, Sev, StP, War, Swe, Bud, Rum, Nwy, Ser                                                     | Ank, Con, Smy, Bul, Gre                                               |                  |
| Ajustements    | Éliminée | Élimination | A Par | A Mun | F Apu                                                             | F Sev A Mos                                                                                     | –                                                                     |                  |

| Phase          | Autriche | Angleterre | France | Allemagne | Italie          | Russie | Turquie                                                                         | Carte résultante |
| -------------- | -------- | ---------- | --- | --- | --------------- | --- | ------------------------------------------------------------------------------- | ---------------- |
| Printemps 1905 | Éliminée | Éliminée   | F Nwg - Nwy A Par - Pic A Bur - Bel A Pie - Ven F Naf - Tun F Wes S F Naf - Tun F Tys - Ion F Tus - Tys F Rom S Tus - Tys   | F Nth - Ska F Ber - Bal F Den S F Ber - Bal A Hol H A Mun - Boh A Vie - Bud A Tyr - Vie A Ven - Tyr A Tri S Alb - Ser       | F Nap H F Tun H | A Nwy H F Swe S A Nwy A Mos H F Arm - Ank F Sev - Bla A Ukr - Sev A Rum - Bul A Gal - Rum A Ser S A Tri - Alb                       | F Ion S F Tun A Alb - Ser A Bul S A Alb - Ser F Gre - Aeg F Con - Ank           |                  |
| Été 1905       | Éliminée | Éliminée   | – | – | F Tun           | A Ser - Gre | –                                                                               |                  |
| Automne 1905   | Éliminée | Éliminée   | F Nwg - Edi A Bel - Ruh A Pic - Bel F Wes - Mao A Ven - Tri F Tys - Nap F Rom S F Tys - Nap F Tus - Tys F Tun S F Tus - Tys | F Ska - Nwy F Den - Swe F Bal S F Den - Swe A Hol - Bel A Boh - Gal A Tri - Alb A Tyr - Tri A Bud S Gre - Ser A Vie S A Bud | F Nap H         | A Nwy S F Swe F Swe S A Nwy A Mos - War A Gal S A Rum A Gre - Ser A Rum S A Gre - Ser A Sev S A Rum F Arm - Ank F Bla S F Arm - Ank | F Ion - Gre F Aeg S F Ion - Gre A Bul S F Ion - Gre A Ser S A Bul F Con S A Bul |                  |
| Hiver 1905     | Éliminée | Éliminée   | – | – | F Nap           | F Swe | A Ser                                                                           |                  |
| Centres        | Éliminée | Éliminée   | Bre, Mar, Par, Bel, Por, Spa, Lvp, Lon, Rom, Edi, Tun, Nap, Ven                                                             | Ber, Kie, Mun, Hol, Den, Tri, Vie, Bud, Swe, Ven, Edi                                                                       | Nap, Tun        | Mos, Sev, StP, War, Nwy, Rum, Ser, Ank, Bud, Swe                                                                                    | Con, Smy, Bul, Gre, Ank                                                         |                  |
| Ajustements    | Éliminée | Éliminée   | F Bre A Par A Mar | – | Élimination     | – | –                                                                               |                  |

| Phase          | Autriche | Angleterre | France | Allemagne | Italie   | Russie | Turquie                                           | Carte résultante |
| -------------- | -------- | ---------- | --- | --- | -------- | --- | ------------------------------------------------- | ---------------- |
| Printemps 1906 | Éliminée | Éliminée   | F Mao - Nao F Edi - Nth F Bre - Eng A Pic - Bel A Ruh - Kie A Par - Bur A Mar - Pie A Ven - Tyr F Nap - Apu F Rom - Nap F Tys - Ion F Tun S F Tys - Ion                 | F Ska - Nth F Swe - Den F Bal - Kie A Hol S F Bal - Kie A Tyr - Mun A Boh S Tyr - Mun A Vie - Tyr A Bud - Tri A Alb - Gre       | Éliminée | A Nwy H A War - Sil A Rum - Bul A Ser S A Rum - Bul A Gal - Rum F Ank - Con F Bla S F Ank - Con A Sev - Arm               | F Gre S A Bul A Bul S F Gre F Con H F Aeg S F Con |                  |
| Été 1906       | Éliminée | Éliminée   | – | – | Éliminée | – | A Bul                                             |                  |
| Automne 1906   | Éliminée | Éliminée   | F Nao - Nwg F Eng - Nth F Edi S F Eng - Nth A Bel - Hol A Bur - Mun A Ruh S A Bur - Mun A Pie - Tyr A Ven S A Pie - Tyr F Apu - Adr F Nap - Apu F Ion - Eas F Tun - Ion | F Ska - Nth F Den S F Ska - Nth A Hol H F Kie - S A Hol A Mun H A Boh - Tyr A Vie S A Boh - Tyr A Tri S A Boh - Tyr A Alb - Gre | Éliminée | A Nwy - Fin A Sil S Mun A Ser S A Alb - Gre A Bul S A Alb - Gre A Rum S A Bul F Ank - Con A Arm - Smy F Bla S F Ank - Con | F Gre H F Aeg S F Gre F Con - Smy                 |                  |
| Hiver 1906     | Éliminée | Éliminée   | – | – | Éliminée | – | F Gre F Con                                       |                  |
| Centres        | Éliminée | Éliminée   | Bre, Mar, Par, Bel, Por, Spa, Edi, Lvp, Lon, Nap, Rom, Ven, Tun | Ber, Kie, Mun, Hol, Den, Swe, Bud, Tri, Vie, Gre                                                                                | Éliminée | Mos, Sev, StP, War, Nwy, Rum, Ser, Ank, Bul, Con                                                                          | Smy, Bul, Con, Gre                                |                  |
| Ajustements    | Éliminée | Éliminée   | F Bre | A Ber | Éliminée | F StPnc A War | –                                                 |                  |

| Phase          | Autriche | Angleterre | France | Allemagne | Italie   | Russie | Turquie     | Carte résultante |
| -------------- | -------- | ---------- | --- | --- | -------- | --- | ----------- | ---------------- |
| Printemps 1907 | Éliminée | Éliminée   | F Eng - Nth F Edi S Eng - Nth F Nwg S F Eng - Nth F Bre - Eng A Bel - Hol A Ruh - Kie A Bur - Mun A Pie - Tyr A Ven S A Pie - Tyr F Adr - Tri F Ion - Aeg F Eas S F Ion - Aeg F Apu - Ion | F Den - Hel F Ska - Den F Kie S A Hol A Hol H A Ber S A Mun A Mun H A Vie S A Tyr A Tyr S A Tri A Tri H A Gre H                       | Éliminée | F StPnc - Nwy A Fin S F StPnc - Nwy A Sil - Boh A War - Sil A Ser S A Tri A Bul S A Gre A Rum - Ank F Bla C A Rum - Ank F Con - Smy A Arm S F Con - Smy     | F Aeg - Smy |                  |
| Été 1907       | Éliminée | Éliminée   | – | – | Éliminée | – | F Aeg - Con |                  |
| Automne 1907   | Éliminée | Éliminée   | F Nth - Ska F Eng - Nth F Nwg S F Eng - Nth F Edi S Eng - Nth A Bel - Hol A Ruh - Kie A Bur - Mun A Pie S A Ven A Ven H F Adr - Alb F Ion S F Adr - Alb F Aeg - Smy F Eas S F Aeg - Smy   | F Den - Nth A Mun - Ruh A Hol S A Mun - Ruh F Hel S A Hol F Kie S A Hol A Ber - Mun A Tyr S A Ber - Mun A Vie S A Tri A Tri H A Gre H | Éliminée | F Nwy S F Nth A Fin S F Nwy A Sil S A Ber - Mun A Boh S A Tyr A Ser S A Gre F Bla - Con A Bul S F Bla - Con F Smy S F Bla - Con A Ank S F Smy A Arm S F Smy | F Con H     |                  |
| Hiver 1907     | Éliminée | Éliminée   | – | – | Éliminée | – | –           |                  |
| Centres        | Éliminée | Éliminée   | Bre, Mar, Par, Bel, Por, Spa, Edi, Lvp, Lon, Nap, Rom, Ven, Tun | Ber, Kie, Mun, Hol, Den, Swe, Bud, Tri, Vie, Gre                                                                                      | Éliminée | Mos, Sev, StP, War, Nwy, Bul, Rus, Ser, Ank, Con, Smy | Smy         |                  |
| Ajustements    | Éliminée | Éliminée   | – | – | Éliminée | F StPnc | Élimination |                  |

La partie se solde par une nulle entre les trois joueurs survivants.

## Analyse

### Commentaire extérieur
Le déroulement de la partie s'est structuré autour d'essentiellement six facteurs:
- l'alliance franco-allemande initiale ;
- l'attaque généralisée contre l'Autriche ;
- la décision de la Russie de ne pas aider l'Angleterre ;
- la décision de la Russie de s'attaquer à la Turquie ;
- la trahison de la France envers l'Allemagne ;
- le choix de la Russie de soutenir finalement l'Allemagne plutôt que la France.

### Commentaire des joueurs

#### Angleterre
Don Lowry était un joueur moins expérimenté que ses adversaires, et ne connaissait personnellement que Lakofka (Allemagne), en qui il n'accordait de ce fait que peu de confiance. L'Angleterre et la France se mettent d'accord pour démilitariser la Manche, et l'Angleterre propose un accord de non-agression à la Russie mais le délai de réponse de cette dernière a motivé un autre accord entre Angleterre, Autriche et Turquie pour agresser rapidement la Russie. La fragilité de l'accord avec la Turquie pour attaquer la Russie et l'entrée imprévue d'une flotte française en mer d'Irlande mettent alors l'Angleterre dans une situation périlleuse sans allié pour l'aider. Celle-ci laisse une flotte russe prendre possession de la Norvège dans l'espoir de pouvoir garder la Suède et semer la discorde avec la France et l'Allemagne en mer du Nord mais la tentative échoue. Sachant son élimination proche, il ne reste à l'Angleterre qu'à choisir l'adversaire qui prendra possession de ses centres, elle choisit la France dans l'espoir que cela lui permette de créer une force en Méditerranée qui le vengera du manque de soutien de la Turquie.

#### France
L'alliance initiale de la France a été dictée par le sentiment que le joueur allemand était un meilleur diplomate que le joueur anglais, et donc qu'une alliance franco-anglaise serait à terme brisée. Cette alliance se maintient tant que les deux joueurs l'estiment profitable, et aurait pu prendre le contrôle de la carte pour se terminer par une nulle franco-allemande à 17 centres chacun. Cependant l'Allemagne aurait dans l'intervalle été en position de force pour soit trahir l'alliance, soit conquérir 18 centres et emporter la partie seul, ce qui motive la trahison française. Le moment choisi pour trahir est le moment où la Russie est sur le point de s'effondrer : laisser l'Allemagne profiter de l'effondrement russe rendant trop dangereuse toute trahison ultérieure.

#### Allemagne
Lakofka choisit de s'allier avec les joueurs qu'il estime les plus fiable, coopératifs et bon négociateurs ce qui exclut Birsan (Autriche), jugé peu fiable, Calhammer (Turquie), jugé mauvais négociateur, et Lowry (Angleterre), que Lakofka connait trop peu. L'ouverture allemande s'effectue donc dans le cadre d'une alliance quadripartite germano-russo-franco-italienne consolidée par l'attaque immédiate de l'Autriche à Trieste et dans le Tyrol. L'Angleterre se fait éliminer car ses négociations avec l'Allemagne n'apporte pas suffisamment de garanties. Le plan de l'Allemagne était de proposer comme issue une nulle à deux avec la France et se prépare à une attaque de la Russie dès 1905, mais elle en est empêchée par la trahison française qu'elle n'avait pas prévue. L'Allemagne coopère donc avec la Russie pour verrouiller la carte face à la France et propose une partie nulle: avec une bonne combinaison de coups et une mauvaise réponse russe, la France aurait pu forcer le gain mais en risquant de perdre sa première place ce qui motive tant la France que la Russie à arrêter la partie.

#### Russie
La Russie a cherché au début à éviter le conflit face à une alliance austro-turque, mais Calhammer (Turquie) étant, de par ses précédentes parties, considéré comme un allié peu fiable car prêt à trahir pour un bénéfice à court terme, et celui-ci exigeant une démilitarisation de la mer noire pour s'allier, les deux joueurs se déclarent la guerre dès le début. L'élimination rapide de l'Autriche et de l'Angleterre est attribuée en grande partie à la trop grande confiance qu'ils ont porté à leur allié turc. La Russie s'allie alors avec la France, l'Allemagne et l'Italie dans un premier temps, malgré les tentatives de la Turquie de faire croire à une attaque italienne contre la France; l'Allemagne s'attaque alors à l'Autriche et l'Angleterre simultanément sans craindre pour ses flancs est et ouest. Les attaques agressives de l'Angleterre au nord et de la Turquie au sud rendent fin 1901 la situation difficile, la Russie ne pouvant défendre à la fois Saint-Pétersbourg et Sébastopol ; décision est prise de se concentrer sur la défense du sud, et d'attendre que les assauts allemands sur l'Angleterre obligent celles-ci à renoncer à la défense de ses conquêtes continentales. Finalement, la Turquie accepte de cesser son attaque sur Sébastopol pour attaquer son ancien allié autrichien en mauvaise posture, et l'Angleterre après avoir proposé une trêve avec la Russie menace finalement de prendre Saint-Pétersbourg et s'aliène le dernier pays pouvant avoir un intérêt à le soutenir face à l'Allemagne et la France. Pour compenser la perte possible de Saint-Pétersbourg, la Russie conquiert Budapest et s'engage à maintenir l'Autriche en jeu en Serbie, pourvu que cela ne l'oblige pas à attaquer directement l'Allemagne. Lorsque l'Allemagne se prépare à trahir l'Italie et fait part de son plan à la Russie, celle-ci transmet l'information à la Turquie en espérant qu'elle sera transmise à l'Italie, ce qui arriva bien. La Russie reste neutre dans le conflit et se tourne vers la Turquie, elle parvient aussi à convaincre la France qu'elle sera rapidement trahie par l'Allemagne ce qui aboutit à une trahison préventive française. La Russie soutient alors l'Allemagne pour ralentir la France le temps que la Turquie soit éliminée. Finalement la partie s'achemine vers la nulle, à la surprise de la Russie car la France aurait selon elle pu continuer à attaquer pour forcer le gain.